# TerraGenesis

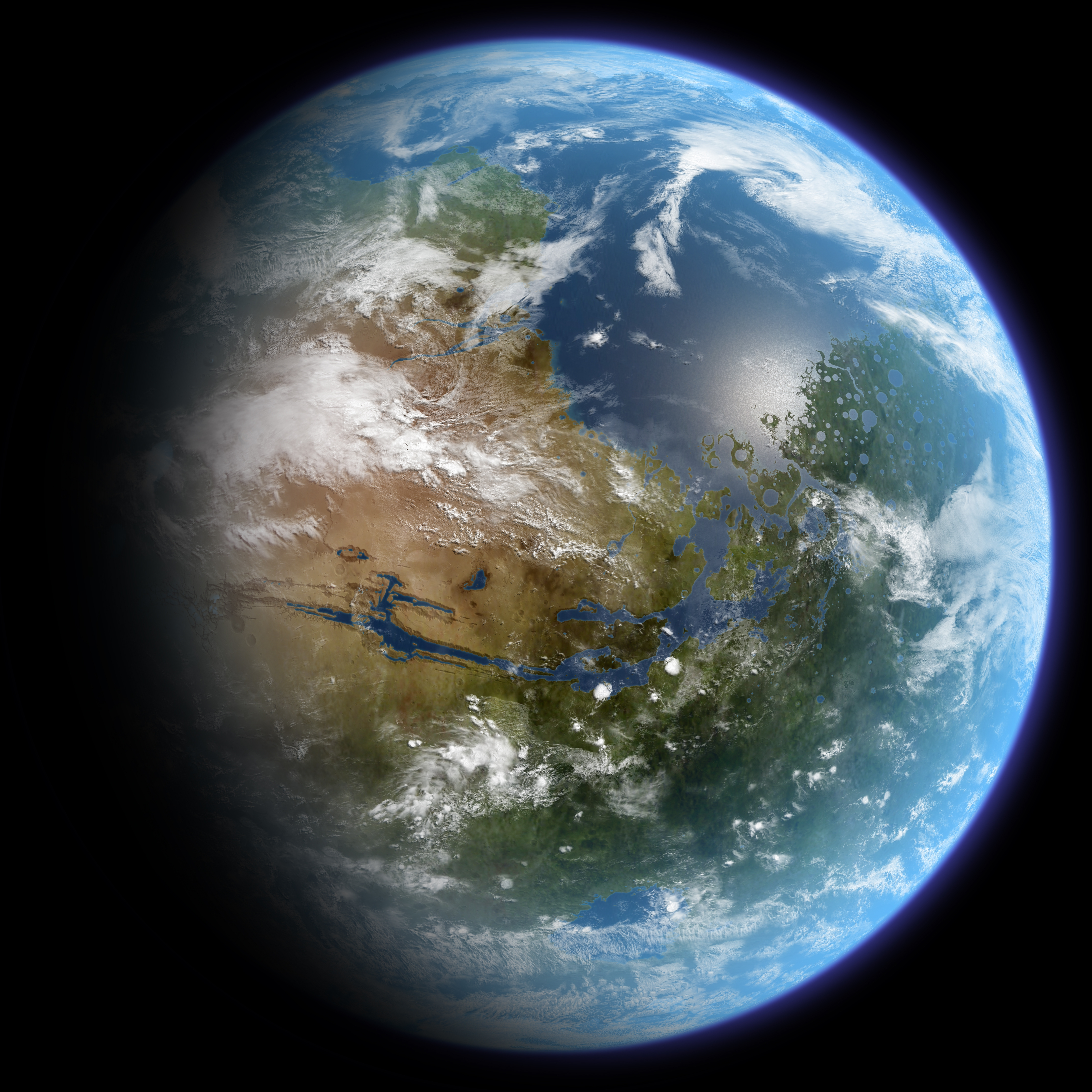
In TerraGenesis moet de speler terravorming toepassen om planeten bewoonbaar te maken.

TerraGenesis - Space Settlers is een game voor smartphones en tablets van Edgeworks Entertainment. De game verscheen in 2016 voor iOS en in 2018 voor Android. In de game sticht de speler ruimtekoloniën en moeten planeten bewoonbaar gemaakt worden met behulp van terravorming. Een planeet wordt als uitgespeeld beschouwd wanneer aan bepaalde voorwaarden wordt voldaan, waaronder het uitroepen van onafhankelijkheid.

## Ontwikkeling
Indie-appontwikkelaar Alexander Winn bracht een eerste versie van TerraGenesis uit in de iOS -appstore in 2015. Hij wilde al langer een game uitbrengen waarin de speler met behulp van terravorming een wereld bewoonbaar moest maken en begon aan TerraGenesis na het bekijken van de trailer van de sciencefictionfilm The Martian (2015). Een maand later publiceerde hij de game in de appstore, net op tijd voor de première van de film. Het was Winn's 25ste app. In een interview met Pocketgamer.biz gaf Winn aan dat hij gewend was aan het uitbrengen van games waar weinig aandacht aan geschonken werd en dat hij vlug doorging met het ontwikkelen van zijn volgende game. Wel bleef hij updates uitbrengen. Elf maanden na het uitbrengen van de eerste versie, op 6 juli 2016, volgde een volwaardige release. In de tussentijd groeide de aandacht voor de game gestaag.
Winn gebruikte de naam Edgeworks Entertainment al langer voor het publiceren van projecten, maar transformeerde het label samen met zijn vrouw na het uitbrengen van TerraGenesis naar een computerspelontwikkelaar. In juni 2017 won het bedrijf met de game de Big Indie Pitch, een evenement waarbij indie ontwikkelaars de kans krijgen hun producten te pitchen aan experts en journalisten. In november 2017 ging Edgeworks Entertainment een contract aan met uitgever Tilting Point. Op 4 april 2018 werd aangekondigd dat de game uitgebracht zou worden op Android wat in mei 2018 gebeurde.
In mei 2019 werd versie 5.0 uitgebracht. De grafische engine is in deze versie compleet vernieuwd. Versies van de Aarde uit verschillende periodes, zoals het Weichselien, werden aan de lijst van planeten toegevoegd waarop de game gespeeld wordt evenals rampen met wereldwijde invloed zoals inslagen van planetoïden. Ook werden inheemse soorten aan de game toegevoegd waarmee een beroep wordt gedaan op de moraal van de speler bij het nemen van beslissingen die het voortbestaan van die soorten beïnvloeden.
In juli 2019 werd versie 5.1 aangekondigd waarmee het 50-jarig jubileum van de eerste bemande maanlanding werd gevierd door gebeurtenissen te introduceren die met maanlandingen te maken hebben. Ook kan de speler sindsdien een Flat Planet Mode bijkopen voor platte werelden. Deze modus, waarin de wereld een dunne, zwevende schijf is, werd later hernoemd tot Conspiracy Pack. De wereldbevolking wil hier een reling om niet van de rand te vallen en kinderen hebben per ongeluk een gat gemaakt dat toegang geeft tot de achterkant van deze platte Aarde.
Op 31 juli 2019 kondigden Edgeworks Entertainment en Tilting Point in een persbericht aan dat TerraGenesis in de herfst van dat jaar uitgebracht gaat worden in de Microsoft Store, waarmee de game beschikbaar komt voor Windows. De bijbehorende promotionele videoclip werd gemaakt in samenwerking met Melodysheep.